# Tchoultcha
La Tchoultcha (Чульча) est une rivière de montagne de la république de l'Altaï (fédération de Russie) qui est un affluent droit du Tchoulychman. Elle traverse la réserve naturelle de l'Altaï, dans le sud de la Sibérie, et fait partie de la région des montagnes dorées de l'Altaï, patrimoine mondial de l'Unesco depuis 1998. Son cours est de 72 kilomètres et son bassin se trouve entièrement dans le raïon d'Oulagan.

## Description
La Tchoultcha prend naissance au lac d'Itykoul sur le versant occidental du Chapchal et traverse un territoire escarpé et difficilement accessible, car son cours se trouve dans une réserve naturelle strictement protégée. Seule la zone autour de la cascade d'Outchar à huit kilomètres de la confluence avec le Tchoulychman est accessible aux randonneurs. Cette cascade tombe sur 160 mètres: c'est la cascade la plus importante de l'Altaï.

## Affluents
- Kazaktouchken: affluent droit (4 km)
- Soundrouk: affluent droit (16 km)
- Sourgiazi: affluent droit (27 km)
- Kiountiouchtouk: affluent gauche (40 km)
- Andou: affluent gauche (46 km))
- Saïgonych: affluent droit (51 km)
- Iakhan-Sorou: affluent gauche (55 km)
- Samych: affluent gauche (56 km)
- Karaguem: affluent gauche (60 km)
- Poodaï: affluent droit (62 km)
- Taïssyn: affluent gauche (69 km)

## Source
- (ru) Cet article est partiellement ou en totalité issu de l’article de Wikipédia en russe intitulé « Чульча » (voir la liste des auteurs).

- (ru) Registre national des eaux, « Tchoultcha dans le registre national des eaux de Russie », sur verum.wiki